# كريمي (مقاطعة فسا)
كريمي (بالإنجليزية: Mazraeh-ye Karimi)‏ هي human-geographic territorial entity تقع في فارس في إيران.